# Solucions de les equacions de camp d'Einstein
Les solucions de les equacions de camp d'Einstein són mètriques de l'espai-temps que resulten de resoldre les equacions de camp d'Einstein (EFE) de la relativitat general. La resolució de les equacions de camp dóna una varietat de Lorentz. Les solucions es classifiquen en general com a exactes o no exactes.
Les equacions de camp d'Einstein són
{\displaystyle G_{\mu \nu }+\Lambda g_{\mu \nu }\,=\kappa T_{\mu \nu },}
on {\displaystyle G_{\mu \nu }} és el tensor d'Einstein, {\displaystyle \Lambda } és la constant cosmològica (de vegades es pren com a zero per simplicitat), {\displaystyle g_{\mu \nu }} és el tensor mètric, {\displaystyle \kappa } és una constant, i {\displaystyle T_{\mu \nu }} és el tensor esforç-energia.
Les equacions de camp d'Einstein relacionen el tensor d'Einstein amb el tensor esforç-energia, que representa la distribució d'energia, moment i tensió en la varietat espai-temps. El tensor d'Einstein es construeix a partir del tensor mètric i les seves derivades parcials; per tant, donat el tensor esforç-energia, les equacions de camp d'Einstein són un sistema de deu equacions diferencials parcials en què es pot resoldre el tensor mètric.
Si escau, aquest article utilitzarà la notació d'índex abstracte.

## Resolució d'equacions
És important adonar-se que les equacions de camp d'Einstein per si soles no són suficients per determinar l'evolució d'un sistema gravitatori en molts casos. Depenen del tensor esforç-energia, que depèn de la dinàmica de la matèria i l'energia (com les trajectòries de les partícules en moviment), que al seu torn depèn del camp gravitatori. Si només està interessat en el límit de camp feble de la teoria, la dinàmica de la matèria es pot calcular mitjançant mètodes de la relativitat especial i/o lleis de gravetat newtonianes i després es pot connectar el tensor esforç-energia resultant a les equacions de camp d'Einstein. Però si cal la solució exacta o una solució que descrigui camps forts, l'evolució de la mètrica i el tensor esforç-energia s'han de resoldre junts.
Per obtenir solucions, les equacions rellevants són l'EFE citat anteriorment (en qualsevol de les dues formes) més l'equació de continuïtat (per determinar l'evolució del tensor esforç-energia):
{\displaystyle T^{ab}{}_{;b}\,=0\,.}
Clarament, això no n'hi ha prou, ja que només hi ha 14 equacions (10 de les equacions de camp i 4 de l'equació de continuïtat) per a 20 incògnites (10 components mètriques i 10 components tensoris esforç-energia). Falten equacions d'estat. En el cas més general, és fàcil veure que calen almenys 6 equacions més, possiblement més si hi ha graus interns de llibertat (com la temperatura) que poden variar al llarg de l'espai-temps.
A la pràctica, normalment és possible simplificar el problema substituint el conjunt complet d'equacions d'estat per una aproximació simple. Algunes aproximacions habituals són:
- Buit : {\displaystyle T_{ab}\,=0}
- Fluid perfecte :
{\displaystyle T_{ab}\,=(\rho +p)u_{a}u_{b}+pg_{ab}} on {\displaystyle u^{a}u_{a}=-1}

Aquí {\displaystyle \rho } és la densitat massa-energia mesurada en un marc en moviment momentània, {\displaystyle u_{a}} és el camp vectorial de 4 velocitats del fluid, i {\displaystyle p} és la pressió.
- Pols que no interacciona (un cas especial de fluid perfecte):

{\displaystyle T_{ab}\,=\rho u_{a}u_{b}}
Per a un fluid perfecte, una altra equació d'estat que relaciona la densitat {\displaystyle \rho } i pressió {\displaystyle p} cal afegir. Aquesta equació sovint dependrà de la temperatura, de manera que cal una equació de transferència de calor o el postulat que la transferència de calor es pot descuidar.

## Solucions exactes
Les solucions exactes són mètriques de Lorentz que s'ajusten a un tensor esforç-energia físicament realista i que s'obtenen resolent l'EFE exactament en forma tancada.

## Solucions no exactes
Les solucions que no són exactes s'anomenen solucions no exactes. Aquestes solucions sorgeixen principalment a causa de la dificultat de resoldre l'EFE en forma tancada i sovint prenen forma d'aproximacions a sistemes ideals. Moltes solucions no exactes poden estar desproveïdes de contingut físic, però serveixen com a contraexemples útils per a conjectures teòriques.

## Aplicacions
Hi ha raons pràctiques i teòriques per estudiar solucions de les equacions de camp d'Einstein.
Des d'un punt de vista purament matemàtic, és interessant conèixer el conjunt de solucions de les equacions de camp d'Einstein. Algunes d'aquestes solucions estan parametritzades per un o més paràmetres. Des del punt de vista físic, conèixer les solucions de les equacions de camp d'Einstein permet modelar amb gran precisió els fenòmens astrofísics, inclosos els forats negres, les estrelles de neutrons i els sistemes estel·lars. Es poden fer prediccions analíticament sobre el sistema analitzat; aquestes prediccions inclouen la precessió del periheli de Mercuri, l'existència d'una regió co-rotatòria dins dels forats negres giratoris i les òrbites dels objectes al voltant de cossos massius.